# 야코블레프 Yak-1

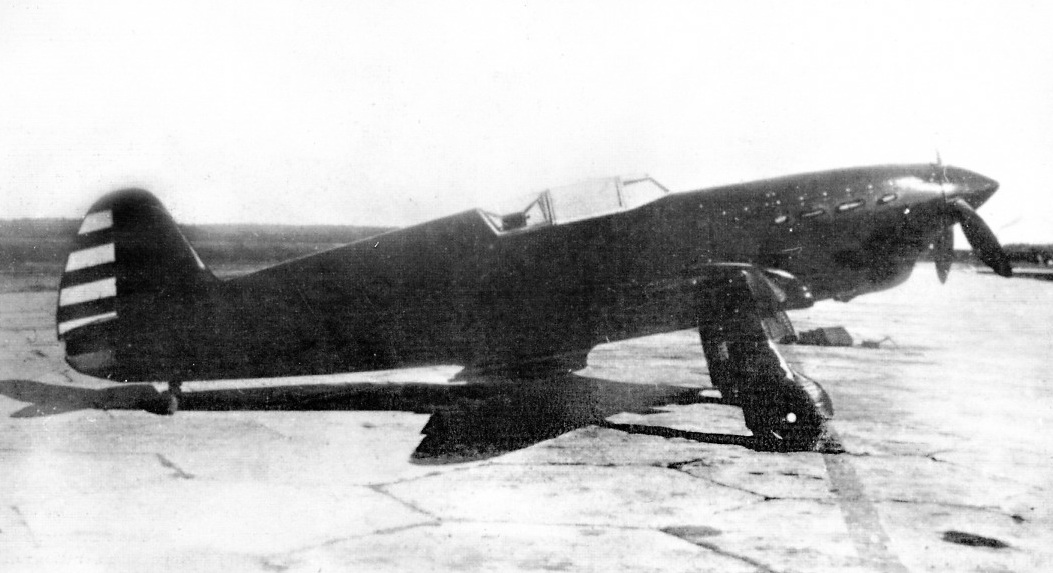
I-26 프로토타입의 야크-1

야코블레프 Yak-1(러시아어: Яковлев Як-1)은 제2차 세계 대전 당시 사용된 소련의 전투기이다. Yak-1은 나무 날개와 복합 재료를 사용한 1인 단발기로서 생산은 1940년 초에 시작되었다.
Yak-1은 방향 조정이 쉽고 빠르며 경쟁적인 전투기이다. 복합-나무 구조는 관리를 용이하게 해주었고 엔진은 신뢰성을 입증받았다.

## 운용 국가
- 프랑스
- 폴란드
- 소련
- 유고슬라비아

## 같이 보기
- 야코블레프 Yak-7
- 야코블레프 Yak-9
- 커티스 P-40 워호크
- 호커 허리케인
- 메서슈미트 Bf 109
- 슈퍼마린 스피트파이어

## 참고 자료
- Angelucci, Enzo and Paolo Matricardi. World Aircraft: World War II, Volume II (Sampson Low Guides). Maidenhead, UK: Sampson Low, 1978. ISBN 978-0-562-00096-0.
- Gordon, Yefim. Soviet Air Power in World War 2. London: Midland Publishing, 2008. ISBN 978-1-857-80304-4
- Snedden, Robert. World War II Combat Aircraft. Bristol, UK: Parragon Books, 1997. ISBN 978-0-7525-1684-4.